# Terrapene yucatana
La tortuga de caja yucatana (Terrapene yucatana) es una especie de tortuga de caja de la familia Emydidae. Es endémica de la península de Yucatán en México. Se consideraba una subespecie de Terrapene carolina.

## Descripción
En la región se le llama comúnmente tortuga de caja amarilla, ya que las hembras tienen las patas y la cabeza amarillas. En la mayoría, sus caparazones son de color café claro a marrón oscuro, aunque pueden existir ejemplares más oscuros, casi negros.
A los machos, en la edad adulta, se les queda la cabeza de color blanco (este es un modo fácil de diferenciarlos de las hembras), son más pequeños y sus colas son más las largas y anchas.
La tortuga terrapene yucatana tiene cinco dedos en las patas delanteras y cuatro en las traseras.
Otra forma de diferenciar hembras de machos es que, en las hembras, el iris de los ojos es de color amarillo y, en los machos, es de color marrón oscuro.
Su nombre en maya es cok aak.